# Министр-председатель Временного правительства
Министр-председатель Временного правительства — упразднённая государственная должность главы правительства России в период между Февральской и Октябрьской революциями 1917 года. После отречения Николая II от престола де-факто заменила собой титул Императора Всероссийского в качестве носителя верховной государственной власти. Первым 2 (15) марта 1917 года Временное правительство возглавил Георгий Львов. 7 (20) июля 1917 на этом посту его сменил Александр Керенский, ставший последним в этой должности.

## Список
|        | Портрет | Имя (годы жизни)                         | Полномочия        | Полномочия                 | Партийная принадлежность              | Пр.               |
| Начало | Портрет | Имя (годы жизни)                         | Окончание         |                            | Партийная принадлежность              | Пр.               |
| ------ | ------- | ---------------------------------------- | ----------------- | -------------------------- | ------------------------------------- | ----------------- |
| 1      |         | Георгий Евгеньевич Львов(1861—1925)      | 2 (15) марта 1917 | 7 (20) июля 1917           | Конституционно-демократическая партия | [ 1 ] [ 3 ]       |
| 2      |         | Александр Фёдорович Керенский(1881—1970) | 7 (20) июля 1917  | 26 октября (8 ноября) 1917 | Партия социалистов-революционеров     | [ 4 ] [ 5 ] [ 6 ] |